# Santiago Larre
Santiago Larre es un paraje rural del partido de Roque Pérez, Provincia de Buenos Aires, Argentina.

## Historia
El poblado se formó por 1900 con la apertura de un almacén. Ya para 1923, había llegado el Ferrocarril Provincial de Buenos Aires.

## Población
Durante los censos nacionales del INDEC de 2001 y 2010 fue considerada como población rural dispersa.